# Quintanadíez de la Vega
Quintanadíez de la Vega es una localidad y también una pedanía españolas del municipio de Villaluenga de la Vega, en la provincia de Palencia (comunidad autónoma de Castilla y León).

## Geografía
Situada en el suroeste de la comarca de Vega-Valdavia, con centro en Saldaña.

## Demografía
Evolución de la población en el siglo XXI
| Gráfica de evolución demográfica de Quintanadíez de la Vega entre 2000 y 2020 |
|                                                                               |
| Población de derecho (2000-2020) según el padrón municipal del INE            |

## Historia
A la caída del Antiguo Régimen la localidad se constituye en municipio constitucional, conocido entonces como Quintana Díez de la Vega que en el censo de 1842 contaba con 23 hogares y 120 vecinos, para posteriormente integrarse en Villaluenga de la Vega.